# ATC (G04)
Jest to część klasyfikacji anatomiczno-terapeutyczno-chemicznej:
- G – Układ moczowo-płciowy i hormony płciowe
  - G 01 – Ginekologiczne leki przeciwzakaźne i antyseptyczne
  - G 02 – Inne leki ginekologiczne
  - G 03 – Hormony płciowe i modulatory układu płciowego
  - G 04 – Leki urologiczne

Obejmuje ona leki urologiczne:

## G 04 B – Inne leki urologiczne (ze spazmolitykami)
- G 04 BA – Leki zakwaszające mocz
  - G 04 BA 01 – chlorek amonu
  - G 04 BA 03 – chlorek wapnia
- G 04 BC – Leki rozpuszczające złogi
- G 04 BD – Spazmolityki
  - G 04 BD 01 – emepronium
  - G 04 BD 02 – flawoksat
  - G 04 BD 03 – meladrazyna
  - G 04 BD 04 – oksybutynina
  - G 04 BD 05 – terodylina
  - G 04 BD 06 – propiweryna
  - G 04 BD 07 – tolterodyna
  - G 04 BD 08 – solifenacyna
  - G 04 BD 09 – trospium
  - G 04 BD 10 – daryfenacyna
  - G 04 BD 11 – fezoterodyna
  - G 04 BD 12 – mirabegron
  - G 04 BD 13 – desfezoterodyna
  - G 04 BD 14 – imidafenacyna
  - G 04 BD 15 – wibegron
- G 04 BE – Preparaty stosowane w zaburzeniach erekcji
  - G 04 BE 01 – alprostadyl
  - G 04 BE 02 – papaweryna
  - G 04 BE 03 – sildenafil
  - G 04 BE 04 – johimbina
  - G 04 BE 06 – moksysylit
  - G 04 BE 07 – apomorfina
  - G 04 BE 08 – tadalafil
  - G 04 BE 09 – wardenafil
  - G 04 BE 10 – awanafil
  - G 04 BE 11 – udenafil
  - G 04 BE 30 – połączenia
  - G 04 BE 52 – papaweryna w połączeniach
- G 04 BX – Inne leki urologiczne
  - G 04 BX 01 – wodorotlenek magnezu
  - G 04 BX 03 – kwas acetohydroksamowy
  - G 04 BX 06 – fenazopirydyna
  - G 04 BX 10 – sukcynimid
  - G 04 BX 11 – kolagen
  - G 04 BX 12 – salicylan fenylu
  - G 04 BX 13 – dimetylosulfotlenek
  - G 04 BX 14 – dapoksetyna
  - G 04 BX 15 – polifosforan pentosanu sodu
  - G 04 BX 16 – tiopronina
  - G 04 BX 17 – salicylan sodu z metenaminą

## G 04 C – Leki stosowane w łagodnym rozroście gruczołu krokowego
- G 04 CA – Antagonisty receptora α-adrenergicznego
  - G 04 CA 01 – alfuzosyna
  - G 04 CA 02 – tamsulozyna
  - G 04 CA 03 – terazosyna
  - G 04 CA 04 – sylodosyna
  - G 04 CA 51 – alfuzosyna i finasteryd
  - G 04 CA 52 – tamsulosyna i dutasteryd
  - G 04 CA 53 – tamsulosyna i solifenacyna
  - G 04 CA 54 – tamsulosyna i tadalafil
  - G 04 CA 55 – doksazosyna i finasteryd
- G 04 CB – Inhibitory 5-α reduktazy
  - G 04 CB 01 – finasteryd
  - G 04 CB 02 – dutasteryd
  - G 04 CB 51 – finasteryd i tadalafil
- G 04 CX – Inne
  - G 04 CX 01 – kora śliwy afrykańskiej
  - G 04 CX 02 – owoc boczni piłkowanej
  - G 04 CX 03 – mepartrycyna
  - G 04 CX 04 – feksapotyd